# Theridion myersi
Theridion myersi är en spindelart som beskrevs av Claude Lévi 1957. Theridion myersi ingår i släktet Theridion och familjen klotspindlar. Inga underarter finns listade i Catalogue of Life.